# 埃拉特图佩特塔
埃拉特图佩特塔（Erattupetta），是印度喀拉拉邦Kottayam县的一个城镇。总人口29675（2001年）。

## 人口
该地2001年总人口29675人，其中男性15055人，女性14620人；0—6岁人口4245人，其中男2151人，女2094人；识字率79.60%，其中男性为82.88%，女性为76.22%。